# Fennville
Fennville – miasto w Stanach Zjednoczonych, w stanie Michigan, w hrabstwie Allegan.